# Catalogue Perek-Kohoutek

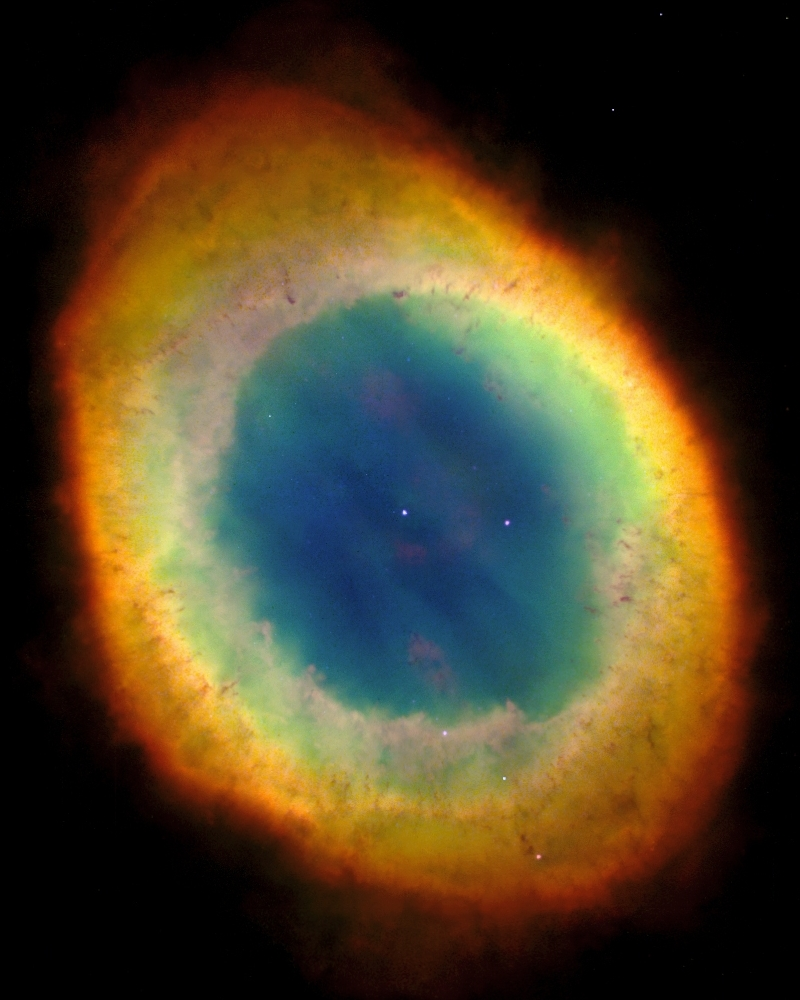
la nébuleuse de l'Anneau (M57), aussi désignée PK 63+13.1 dans le catalogue Perek-Kohoutek.

Le catalogue Perek-Kohoutek est un catalogue astronomique destiné à cataloguer les nébuleuses planétaires. Il a été compilé en 1967 par les deux astronomes tchèques Luboš Perek et Luboš Kohoutek et comprend toutes les nébuleuses planétaires connues jusqu'en 1964. Une deuxième version a été publiée par Luboš Perek en 2000 et inclut toutes les nébuleuses découvertes jusqu'à cette année-là, pour un total de 1 510 objets.
Les objets inclus dans ce catalogue sont indiqués par le sigle PK suivi des coordonnées galactiques à laquelle ils se trouvent. Toutefois, si l'objet est présent dans d'autres catalogues plus anciens et plus connus, comme le New General Catalogue (NGC), il est préférable d'utiliser les références de ceux-ci.